# Decreto legislativo 29 dicembre 2006, n. 311
Il decreto legislativo n. 311 del 2006, pubblicato sulla Gazzetta ufficiale il 1º febbraio 2007, modifica ed integra il decreto legislativo 192/2005, a sua volta attuativo della direttiva 2002/91/CE, relativa al rendimento energetico ed al fabbisogno energetico nell'edilizia.
In particolare rende obbligatorio l'utilizzo di pannelli fotovoltaici, pannelli solari termici per la produzione di acqua calda e schermature solari esterne, per tutti gli edifici nuovi o ristrutturati con superficie superiore a 1000 m2.
Impone nuovi limiti, via via più stringenti dal 2006 al 2010, al fabbisogno di energia primaria per la climatizzazione invernale degli edifici e alle trasmittanze di tutte le componenti dell'involucro edilizio. Obbliga gli uffici pubblici all'esposizione della targa energetica.
A decorrere dal 1º luglio 2009 si applica alle singole unità immobiliari, nel caso di trasferimento a titolo oneroso, mentre era già in precedenza applicato ai trasferimenti a titolo oneroso di interi fabbricati.